# Forbes Airport
Forbes Airport är en flygplats i Australien. Den ligger i kommunen Forbes och delstaten New South Wales, i den sydöstra delen av landet, omkring 310 kilometer väster om delstatshuvudstaden Sydney.
Runt Forbes Airport är det mycket glesbefolkat, med 2 invånare per kvadratkilometer.. Närmaste större samhälle är Forbes, nära Forbes Airport. 
Trakten runt Forbes Airport består till största delen av jordbruksmark. Genomsnittlig årsnederbörd är 620 millimeter. Den regnigaste månaden är februari, med i genomsnitt 136 mm nederbörd, och den torraste är oktober, med 14 mm nederbörd.